# Hari Bhoomi
Hari Bhoomi is een Hindi-krant die uitkomt in de Indiase deelstaten Haryana, Chhattisgarh en Madhya Pradesh (Noord- en Centraal India). Het blad verscheen voor het eerst in 1996 en komt tegenwoordig (2020) uit in vijf verschillende edities: Rohtak (hier is ook het hoofdkantoor gevestigd), New Delhi, Bilaspur, Raipur en Raigarh. Er worden elke dag een klein miljoen exemplaren gedrukt.